# Parque Nueva Granada
Parque Nueva Granada es un barrio de Granada, España, perteneciente al distrito Norte. Está situado en la zona este del distrito. Limita al este con el barrio de El Fargue; al sur, con los barrios de Cercado Bajo de Cartuja y Casería de Montijo; al oeste, con el barrio de Cartuja; y al norte, con los términos municipales de Jun y Víznar.
Parque Nueva Granada se edificó a partir de una promoción de bloques construida en 1977 detrás de la residencia de estudiantes Fernando de los Ríos en una zona sin urbanizar y muy alejada del centro de la ciudad. No fue hasta la década de los 90 cuando se empezó a urbanizar dicha zona. En 2008 arrancó un plan urbanístico con grandes bloques de pisos para una clase acomodada y 400 viviendas sociales, dicho plan coincide con la crisis económica española y no se llega a ejecutar dejando enormes terrenos desurbanizados a medio terminar, con calles que no tienen nombre, aceras y carreteras construidas que no conectan a ningún lado.
En la actualidad es una zona de viviendas nuevas con un gran auge entre las nuevas familias jóvenes de Granada que alcanza los 6000 residentes.

## Lugares de interés
- Parroquia de San Juan Bautista. Padres trinitarios. C/ Gabriela Mistral, 1 . Sede de la imagen de Jesús rescatado, y la de la Virgen del Buen Remedio, de notable devoción en el barrio.
- Polideportivo.
- Colegio público de enseñanza primaria.